# 青木悠三
青木 悠三（あおき ゆうぞう、1952年? - ）は、日本のアニメーター。青木雄三、港野洋介、青木進一という名前を使うこともある。神奈川県出身。Aプロダクション、DREAM MOVEなどに所属していた。
『ルパン三世』や『シティーハンター』で活躍したことで知られる。東京ムービー系の作品を多く手がけている。

## 略歴
もともとは漫画家のアシスタントだった。過去には、雑誌『COM』の読者投稿コーナー「ぐら・こん」に投稿を行ったことがある。
1969年、Aプロダクションに原画試験を経て所属。
1971年、『ルパン三世 (TV第1シリーズ)』に19歳の若さで原画として参加。その腕前は、作画監督の大塚康生が「ルパンの愛車、フェラーリ12気筒搭載ベンツSSKの作画は難しすぎて自分と青木にしか描けない」と言わしめたほどであった。
『TV第1シリーズ』後は『侍ジャイアンツ』など東京ムービーとAプロダクションが手がける作品に参加する一方、『激走!ルーベンカイザー』『無敵超人ザンボット3』など東京ムービー以外の制作会社の作品にも参加した。
1977年以降は『ルパン三世 (TV第2シリーズ)』に参加。絵コンテや原画をはじめ中心的なアニメーターとなり、シリーズの底上げに貢献した。
1980年に『TV第2シリーズ』が終了した後は、メカデザインや演出などを本格的に手がけるようになる。『とんでモン・ペ』ではオープニングアニメーションを手がけ、『うる星やつら』などのスタジオぴえろ作品にも参加するようになる。
1984年、『ルパン三世 PARTIII』では作画監修という役職につき、基本となるキャラクターデザインを描き起こすなど、絵やアニメーションに関する部分を総括した。また、第1話では演出を担当し原作路線回帰への道標を作り上げたほか、当作でのルパン三世のジャケットがピンクとなったのは青木の案である。
『PartIII』終了後は、弟子筋にあたるこだま兼嗣が監督を務める『ロボタン』などに参加。1987年、こだまが監督となった『シティーハンター』ではキャラクターデザインの神村幸子、総作画監督の北原健雄など『TV第2シリーズ』の主力メンバーが参加しており、青木も「港野洋介」名義で参加。本編においてクレジットこそないものの、役割としてはほぼ助監督での待遇であり、製作する上でこだまを支える形となったほか、『ルパン三世』シリーズに次ぐ第二の代表作となる。
1991年、OVA『アリス ～モンキー・パンチの世界～』にて監督を務めた。
『シティーハンター』に参加する中で江上潔との交流を深めたことで、『シティーハンター』の参加を終えた後は江上が監督を務めた『HARELUYA II BØY』など、江上が参加する複数の作品に参加している。
2000年代以降は『名探偵コナン』の絵コンテ、『ポポロクロイス』の絵コンテ・デザインワークスや、スポットとして『PEACE MAKER 鐵』『鉄人28号（今川泰宏監督版）』の原画に参加した。
2009年、『こんにちは アン 〜Before Green Gables』での原画担当を最後に活動しておらず、現在は一線を退いている模様。
同アニメーター（アスラフィルム所属）の青木悠とは無関係である。

## 評価
デビュー時の原画試験を同時に受けた本多敏行は後に、青木が与えられたテーマ（跳び箱、ルパンのガンアクション、女の子が石を持ち上げる）をあっという間に仕上げる様を見て「天才」と評している。
青木の作画について、アニメライターの小黒祐一郎は「『ルパン三世 (TV第1シリーズ)』以降はグラフィックな方向に行く」としている。
アニメーターの井上俊之は「忘れて欲しくない20人のアニメーター」の一人に青木を挙げ、『ルパン三世 ルパンVS複製人間』での青木の作画に「画の巧さといい、タイミングの気持ちよさといい、奔放に描いているわけじゃなくて、トータルとして計算されているんだよね。ルパン達が笑っているところに、飛行機が飛んできて車に突っ込んで、最後に爆発するあたりの爆発の気持ちのよさ。生理的に気持ちのいいタイミングを踏まえながら、金田さんほど感覚的にならずにリアリズムを保っている。それでいてお洒落」と評している。
ゲームクリエイター、元アニメーターの西村誠芳は「Aプロ出身のアニメーターさんの中で一番好きなのは青木悠三さんかもしれません。ということで、『ルパン三世 ルパンVS複製人間』のカーチェイスシーンを。ラフすぎると思うか、そこに魅力を感じるかは観る人次第でしょうけど、自分はこういうアニメに魅力を感じます。」と評している。
渡部高志は、若手の頃に青木の原画を動画にする経験をしたことがあり「非常に計算された割りやすい原画で、その動きはスタイリッシュでまさに生命が吹き込まれていた。なによりも一枚一枚の絵が絶句するほど上手いのだ」「影など殆どないのだが。線の切れ味は今でも覚えている」「大胆な構図も多かったが、米粒ほどのサイズに崩れない顔が描き込まれている時もあり、指先がどれほど精密なのかと驚いた。とても紙を乗せてトレスできるものではない」と語り「最初に遭遇した天才」としている。
こだま兼嗣は、「実際のところ視聴率の良かった新ルパンでは作画枚数に制限がなく、上手いアニメーターたちが積極的に参加していました。青木悠三さんや、OHプロの友永和秀さん、丹内司さんなどの仕事には勉強させられることばかりでした。特にオープンエンドを担当した青木さんからは、レイアウトなど多くのことを学びました。」とコメントしている。
青木が演出と作画を担当した作品で、『ルパン三世 (TV第2シリーズ)』オープニングDタイプは「ジャズアレンジに乗せたスタイリッシュな作画が目を引く（中略）むせかえるような色気と洒落っ気に満ちたバージョン」「歴代オープニングの最高傑作」、『シティーハンター』初代エンディングは楽曲の「Get Wild」と共に「かっこいい映像」と評されている。

## 人物・エピソード
原作がある作品に対してのアニメーターは、あくまでも「解釈者」という姿勢であった。
本人曰く、キャラクターが頭の中で生きてくるとイメージが勝手に動き出し表情を作っていく状態になると本調子だという。
カーマニアであり、独特なデフォルメ描写で車のデザインや作画を手掛けることが多かった。「クルマが得意なアニメーター」と呼ばれることもある。また、『ルパン三世 (TV第1シリーズ)』にてルパンの愛車がベンツSSKからフィアット500に変更されたのは、路線変更に伴う作風の変化のほか、作画が大変なベンツSSKを縦横無尽に動かせるアニメーターが大塚康生と青木しかいなかったためだとされる。
宮崎駿と交流があり、先輩格の宮崎には頭が上がらなかったとされる。ある時、夜中に宮崎から「今から作打（作画打ち合わせ）するから来い」と電話がかかり車で打ち合わせ場所へ行くと、絵コンテが仕上がっておらず、高畑勲がシナリオを見ながら説明するのを横で聞いてた宮崎がその場でレイアウトを起こし、「ん」と手渡されるのを黙って受け取り作業したことがあったという。
近藤高光は、青木に師事したという。

### 参加作品に関して
『ガンバの冒険』では同期の本多敏行が不慣れだったため、青木がラフを描いて本多が清書する形だった。仕上がりのスピードは早くなったものの、現在と異なり第二原画という役職がない時代だったため、本多は作画監督の椛島義夫からは怒られたことを後年に明かしている。
『シティーハンター』では、前半期のオープニングとエンディングの演出を担当。プロデューサーである植田益朗によると、青木は絵コンテを（オープニングとエンディング）同時に一週間で仕上げたといい、植田はクオリティーもスケジュールも「本当に助かった」と述べている。また、槇村香や野上冴子といったメインキャラクターが初登場する回での演出（絵コンテ）や、最終回の前後編の演出をこだまと役割を分担しながら仕上げるなど活躍。本作品において演出家として初めて「構成」を担当したのも青木である。そのほか、メカデザインとして参加した明貴美加がそれまで『ガンダム』シリーズの経験しかなかったため、経験不足を補うために一部メカデザイン（ヘリコプター、車、銃器など）は青木も分担して手がけていたともされる。

#### ルパン三世
『ルパン三世 (TV第2シリーズ)』では、27本の絵コンテを担当。作画にも積極的に参加し、第30話「モロッコの風は熱く」では1人ですべての原画を担当した。中期にさしかかると、前後編で構成された第50・第51話「私の愛したルパン」や銭形警部のエピソードである第69話「父っつあんの惚れた女」など重要な回の絵コンテや作画を担当する機会が増加し、シリーズ後半には浦沢義雄が脚本を務める回の絵コンテ・ゲストキャラクターデザインを担当。浦沢と青木によるスラップスティックに徹したエピソードは後に、“ブロードウェイシリーズ”と呼ばれるようになった。
『ルパン三世』シリーズの縁からモンキー・パンチ原作のテレビアニメに参加することがあり、『おまかせスクラッパーズ』にて演出と作画監督を、『アリス・ザ・ワイルド』をほぼ原作どおりにアニメ化したOVA『アリス 〜モンキーパンチの世界〜』では監督を務めている。
1980年のインタビューではニューヨークなど都会で活動するルパンが好きだとしており「ぼくのシリーズの中で、都会のルパンしか作りたくなかった。ルパンは都会の闇に動くんだね。シルエットのビルとネオンサイン… その中をうごめくのがルパンだと思う」と語っている。また、『PartIII』放送直前のインタビューではそれまでのキャラクターデザインに触れ「どなたの絵もそれぞれに好きだし、影響させてもらいました」と語っている。
ルパンの作品自体は「ああいう4人組が、東西対立とかでもめるせちがらい世界にもしかしたらどこかで本当に生きているんじゃないかって考えると楽しい。好きですね。そういう意味ではああいうキャラクター考えて物語にしてしまった原作者もすごいと思うし、スケールの大きいキャラクターですよね」と述べているほか、「ルパンが何かに一生懸命取り組むときに、むしろトボけてボサ～っとする屈折した表現が難しかった」「彼らもかなり屈折してね、真剣だったり、剽軽だったり、トボけてたり、トボけてんのかな？、と思うと、最後にやるべきことはちゃんとやってたりしてね。そういった彼らの人間性が（『TV第2シリーズ』までは）面白さとして出ていた」と語っている。
1999年のインタビューにて『PartIII』を振り返った際、「自分なりの魅力をだそうとしたが、大塚さんや北原さんのように登場人物の人間性を上手く出せなかった。視聴者もそういう部分に敏感だし、『PartIII』もこのような（低い）評価になった」と発言するなど自己評価が低いことを明かし「未完成な人間、未完成なアニメーターが監督やって作るとああいうもんが出来ると、そういうことだよ。そうすれば誰もが納得するから(笑)。僕自身そう思っているから。」としている。また、「外国を舞台にしたオシャレな話を日本人が作るのは無理だと思う。チャーリー・ブラウンのような、文化として洗練されよくできているものが作れなかった」とも述べている。

## 参加作品

### テレビアニメ
1969年
- ルパン三世シリーズ（1969年 - 1985年）
  - ルパン三世 パイロットフィルム（1969年）
  - ルパン三世 (TV第1シリーズ)（1971年 - 1972年、原画）
  - ルパン三世 (TV第2シリーズ)（1977年 - 1980年、絵コンテ・原画）
  - ルパン三世 PARTIII（1984年 - 1985年、キャラクターデザイン・作画監修・作画監督・絵コンテ・演出・原画）

1973年
- 荒野の少年イサム（1973年 - 1974年、原画）
- 侍ジャイアンツ（原画）

1974年
- はじめ人間ギャートルズ（1974年 - 1976年、原画）

1975年
- ガンバの冒険（原画）
- 元祖天才バカボン（1975年 - 1977年、原画）

1976年
- まんが世界昔ばなし（1976年 - 1979年、演出・原画）

1977年
- 激走!ルーベンカイザー（1977年 - 1978年、絵コンテ・演出）

1980年
- ムーの白鯨（メカニック・デザイナー）
- 宇宙伝説ユリシーズ31（ディレクター）
- 日生ファミリースペシャル「二十四の瞳」（監督補）
- 太陽の使者 鉄人28号（1980年 - 1981年、演出）

1981年
- 六神合体ゴッドマーズ（1981年 - 1982年、演出、原画）
- うる星やつら（1981年 - 1986年、演出）

1982年
- ときめきトゥナイト（1982年 - 1983年、絵コンテ・原画）

1983年
- 魔法の天使クリィミーマミ（1983年 - 1984年、絵コンテ・原画）
- ときめきトゥナイト（1982年 - 1983年、絵コンテ・原画）

1986年
- ロボタン（第2作、演出）

1987年
- シティーハンターシリーズ（1987年 - 1991年、絵コンテ・演出・構成）

1991年
- わたしとわたし ふたりのロッテ（1991年 - 1992年、絵コンテ）

1992年
- クッキングパパ（1992年 - 1995年、絵コンテ）

1994年
- おまかせスクラッパーズ（1994年 - 1995年、キャラクターデザイン・演出・作画監督）

1995年
- 忍たま乱太郎（原画）
- ヤンボウ ニンボウ トンボウ（1995年 - 1996年、絵コンテ・演出・作画監督）

1996年
- きこちゃんすまいる（1996年 - 1997年、絵コンテ・原画）
- 名探偵コナン（1996年 - 2008年頃、絵コンテ・構成）
- わんころべえ（1996年 - 1997年、絵コンテ）

1997年
- HARELUYA II BØY（絵コンテ・演出・作画監督・原画）

1998年
- 突撃!パッパラ隊（1998年 - 1999年、絵コンテ）

2003年
- ポポロクロイス（2003年 - 2004年、絵コンテ・デザインワークス）

2004年
- 学園アリス（絵コンテ）

2009年
- ソウルイーター（2008年 - 2009年、原画）

### 劇場アニメ
- 巨人の星 宿命の対決（1970年） - 動画
- パンダコパンダ（1972年、原画）
- パンダコパンダ 雨ふりサーカスの巻（1973年、原画）
- 草原の子テングリ（1977年、原画）
- ルパン三世 ルパンVS複製人間（1978年、作画監督・原画）
- ルパン三世 バビロンの黄金伝説（1985年、作画監督・原画）
- 戦争が終わった夏に（1990年、監督）
- 翔べ！ペガサス　心のゴールにシュート（1996年、キャラクターデザイン・作画監督）

### OVA
- ラブ・ポジション ハレー伝説（1985年、原画）
- 九鬼谷温泉艶笑騒動譚 まんだら屋の良太（1989年、監督）
- アリス 〜モンキーパンチの世界〜（1991年、監督）
- 創竜伝（1993年、絵コンテ、レイアウト）

### その他
- 明石家さんちゃんねる（2006年、オープニングアニメ）